# Pot (aardewerk)

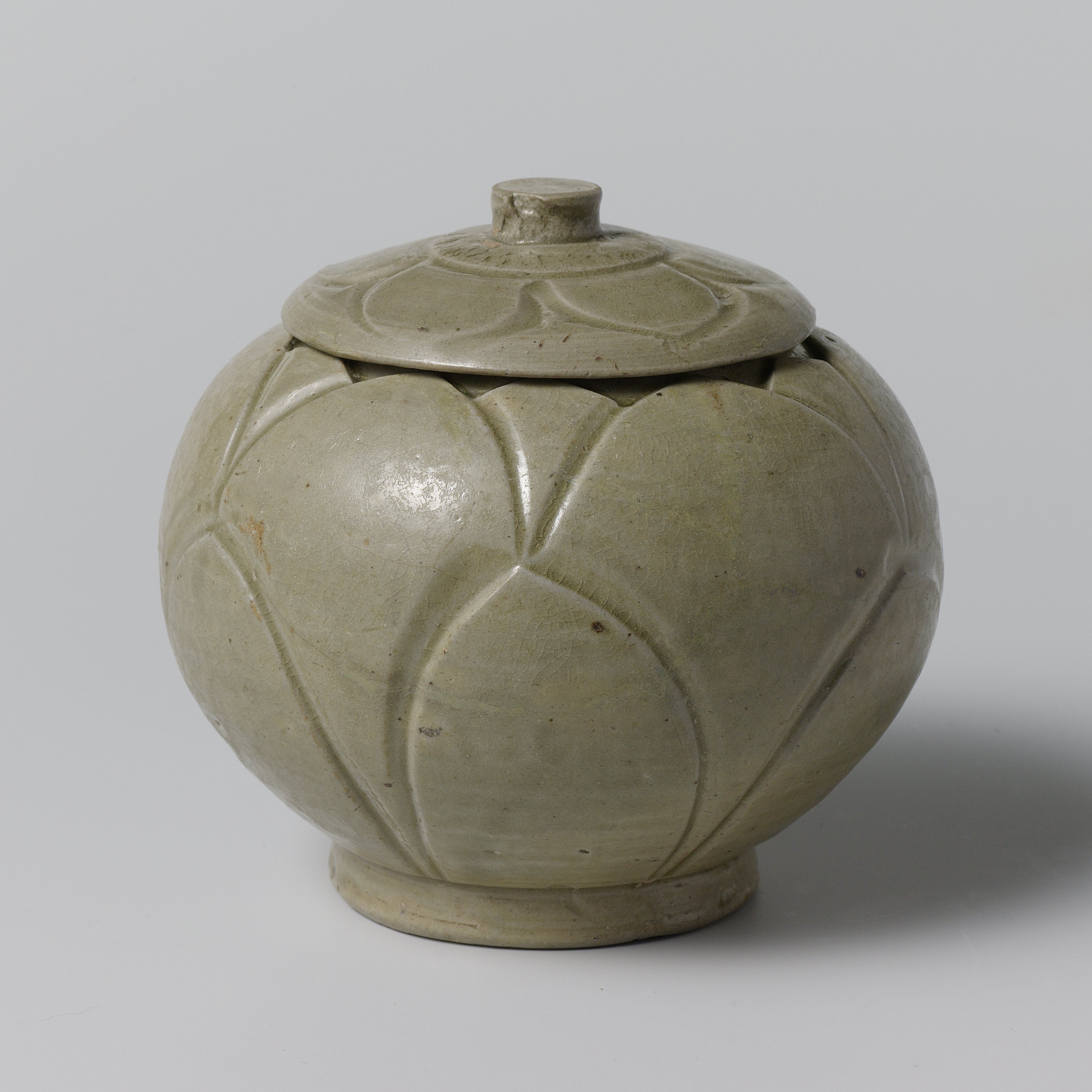
Chinese dekselpot met ingegrifte bladmotieven

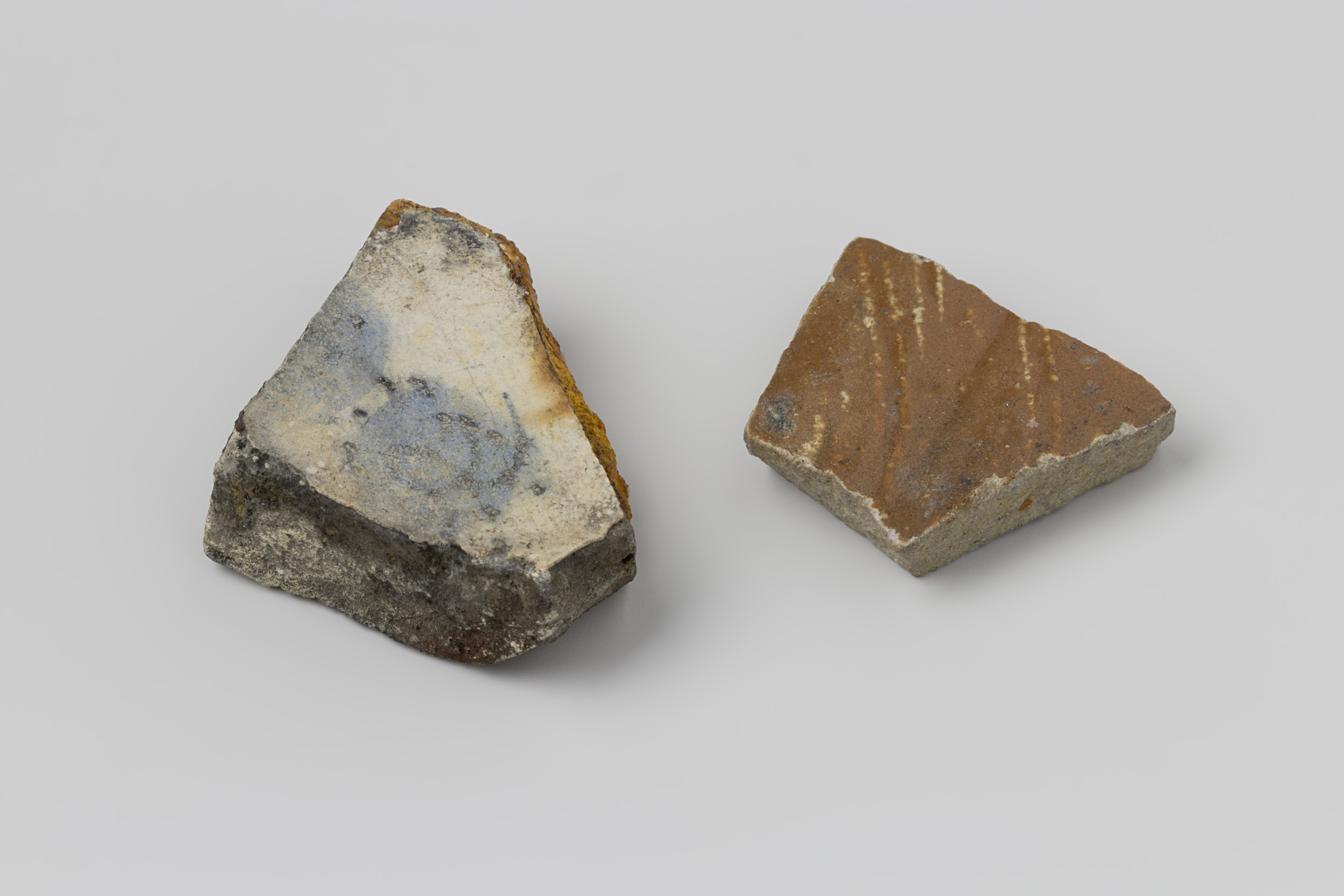
Potscherven uit een scheepswrak

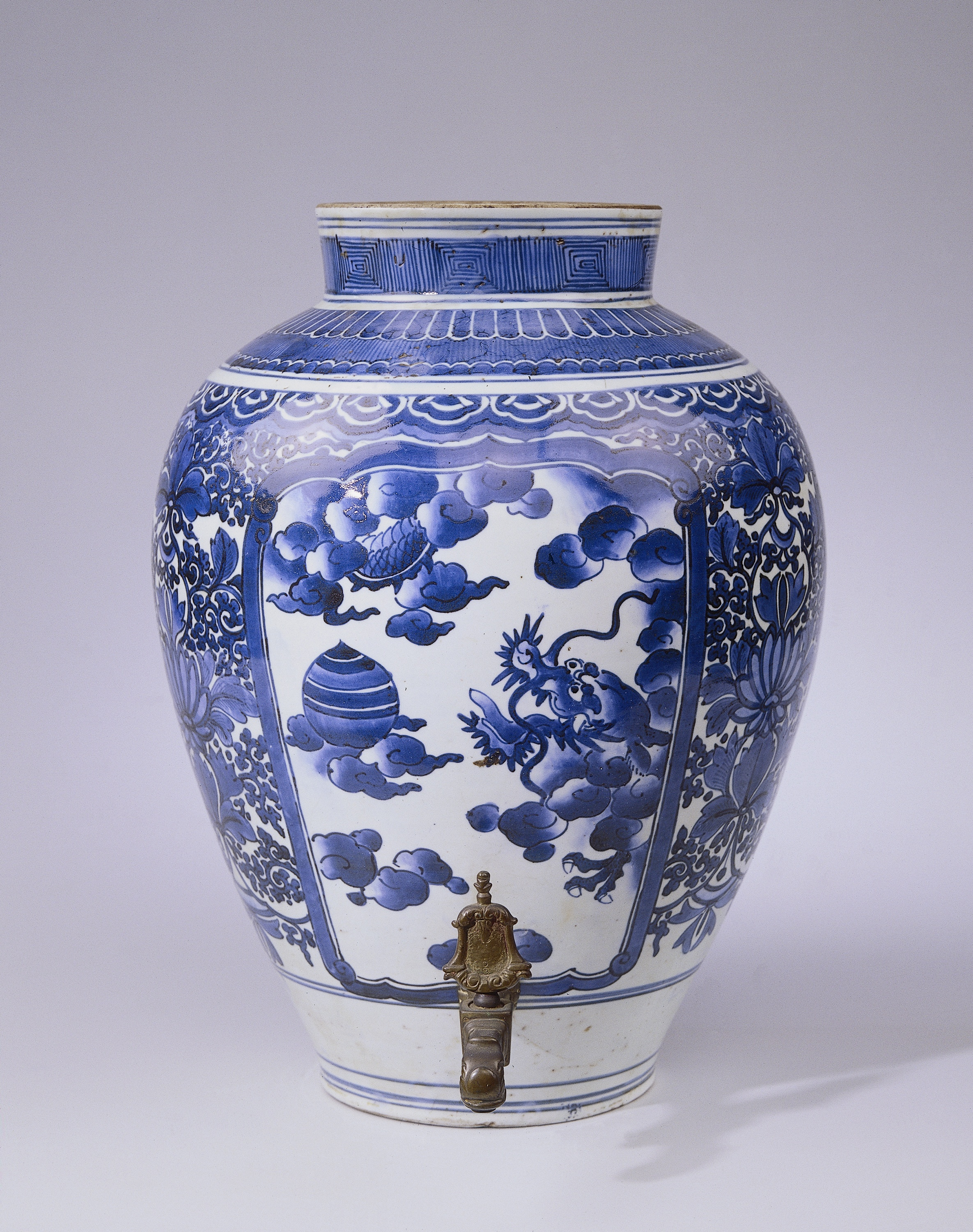
Japanse dekselpot met kraantje, (porselein)

Een pot is een aardewerken gebruiksvoorwerp, gemaakt van leem of klei. Aardewerken potten worden al duizenden jaren gemaakt in verschillende soorten en maten. Het pottenbakken gebeurde eerst in open vuren, later bakte men kleivormen tot steengoed in speciale veldovens. 
Potten zijn bedoeld om voedsel en drank in te bewaren of om in te koken.

## Archeologie
Omdat potscherven niet vergaan, zijn ze in vele gevallen de enige cultuurgoederen die worden teruggevonden. Omdat stijlen van pottenbakkerij door de eeuwen heen erg veranderd zijn, worden potscherven veel gebruikt om vondsten aan bepaalde beschavingen toe te kennen. Sommige prehistorische beschavingen, zoals de Klokbekercultuur, zijn zelfs genoemd naar de specifieke vorm van potten die ze produceerden.

## Significantie
De ontwikkeling van de pottenbakkerij was een significante ontwikkeling voor de menselijke beschaving. Door het gebruik van potten kon men voedsel langer bewaren, vooral wanneer dit voedsel ook werd bewerkt middels additionele conserveringstechnieken (drogen, zouten, inmaken). Hierdoor werd de mens mobieler en kon deze ook tot dan toe ontoegankelijke gebieden binnentrekken, zoals woestijnen, berggebieden en gebieden met strenge winters. Voedsel kon tijdens de zomer en herfst worden bewaard voor de winter, of men kon het meenemen. Hierdoor werd ook een impuls aan de handel gegeven.

## Dekselpot
Sommige soorten potten, waaronder ook dekselpotten, worden vooral gewaardeerd om hun decoratieve waarde. De decoratie kan bestaan uit een reliëf of een kleurrijk glazuur, faience. Dekselpotten worden ook wel gemaakt van majolica en porselein.

## Aziatische dekselpotten in het Rijksmuseum Amsterdam

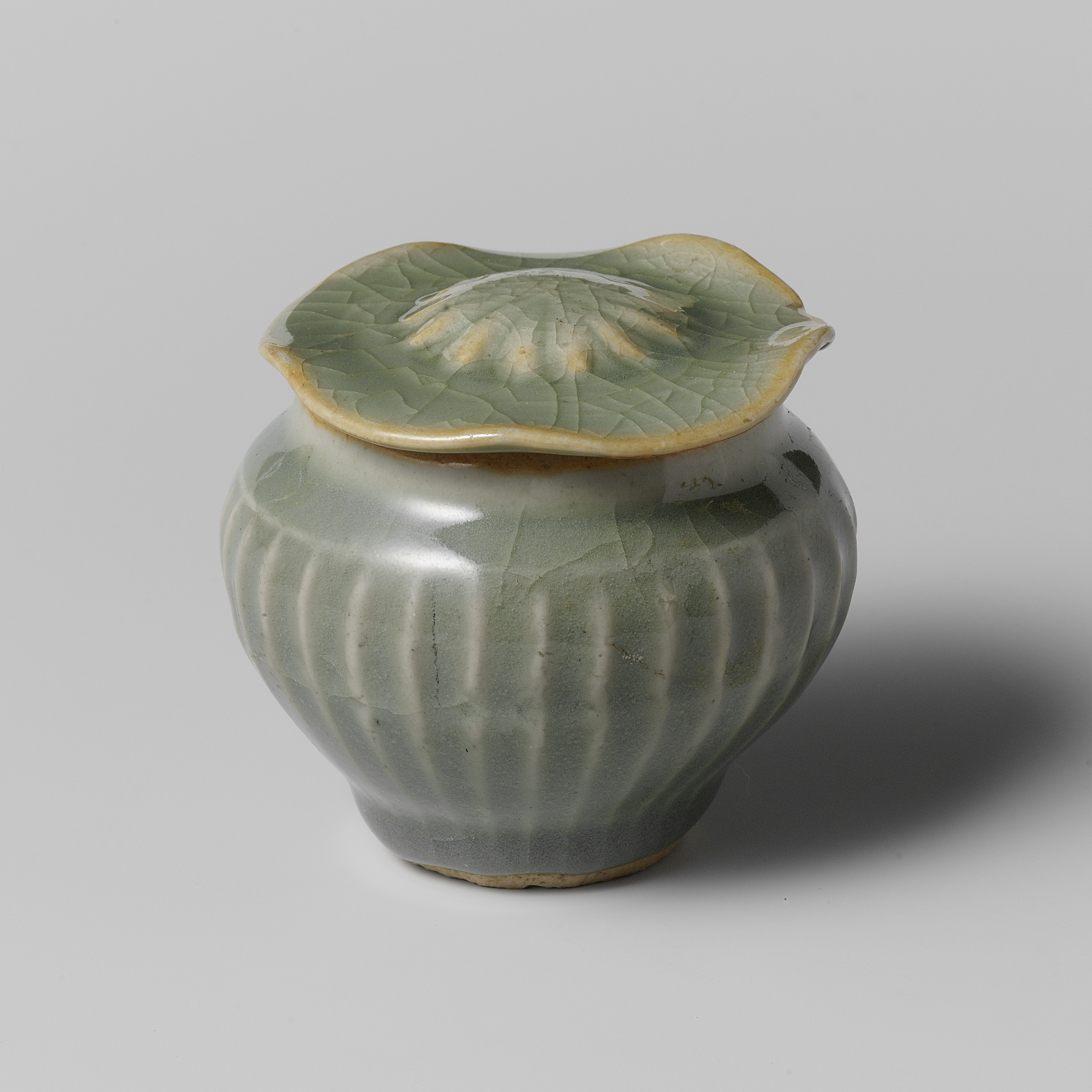
Chinese dekselpot
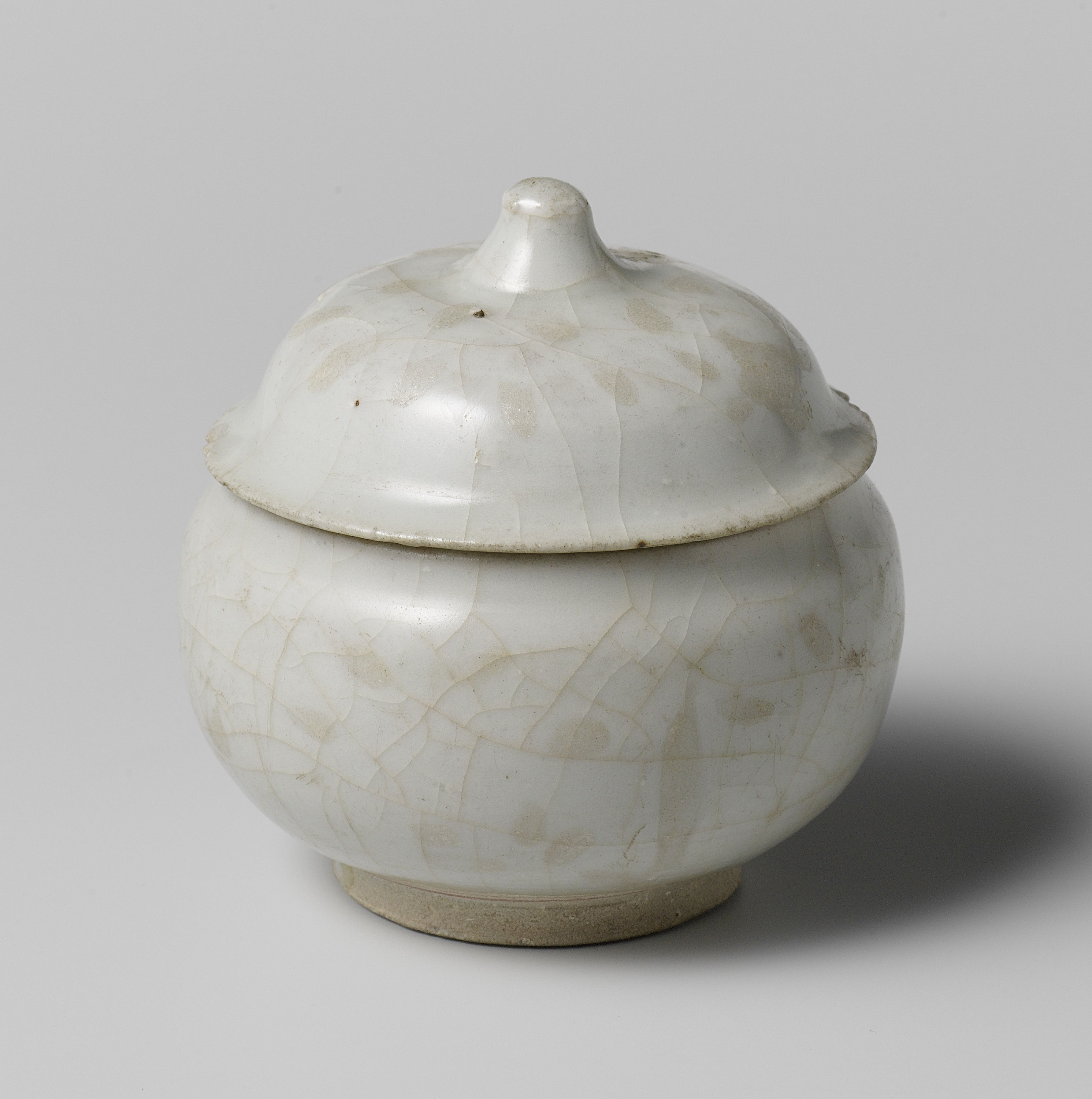
Chinese dekselpot
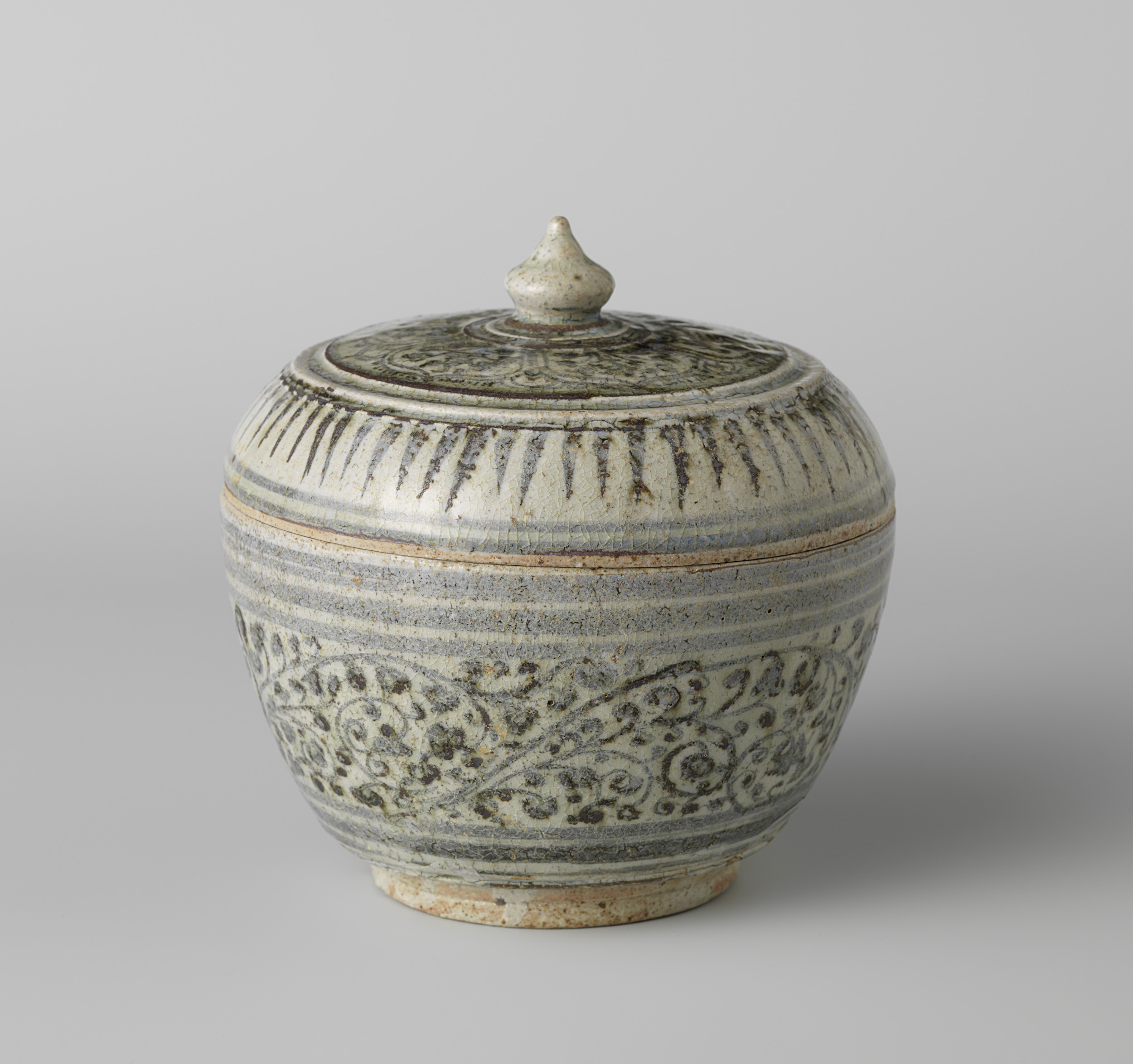
Thaise dekselpot

## Faience potten in het Rijksmuseum Amsterdam

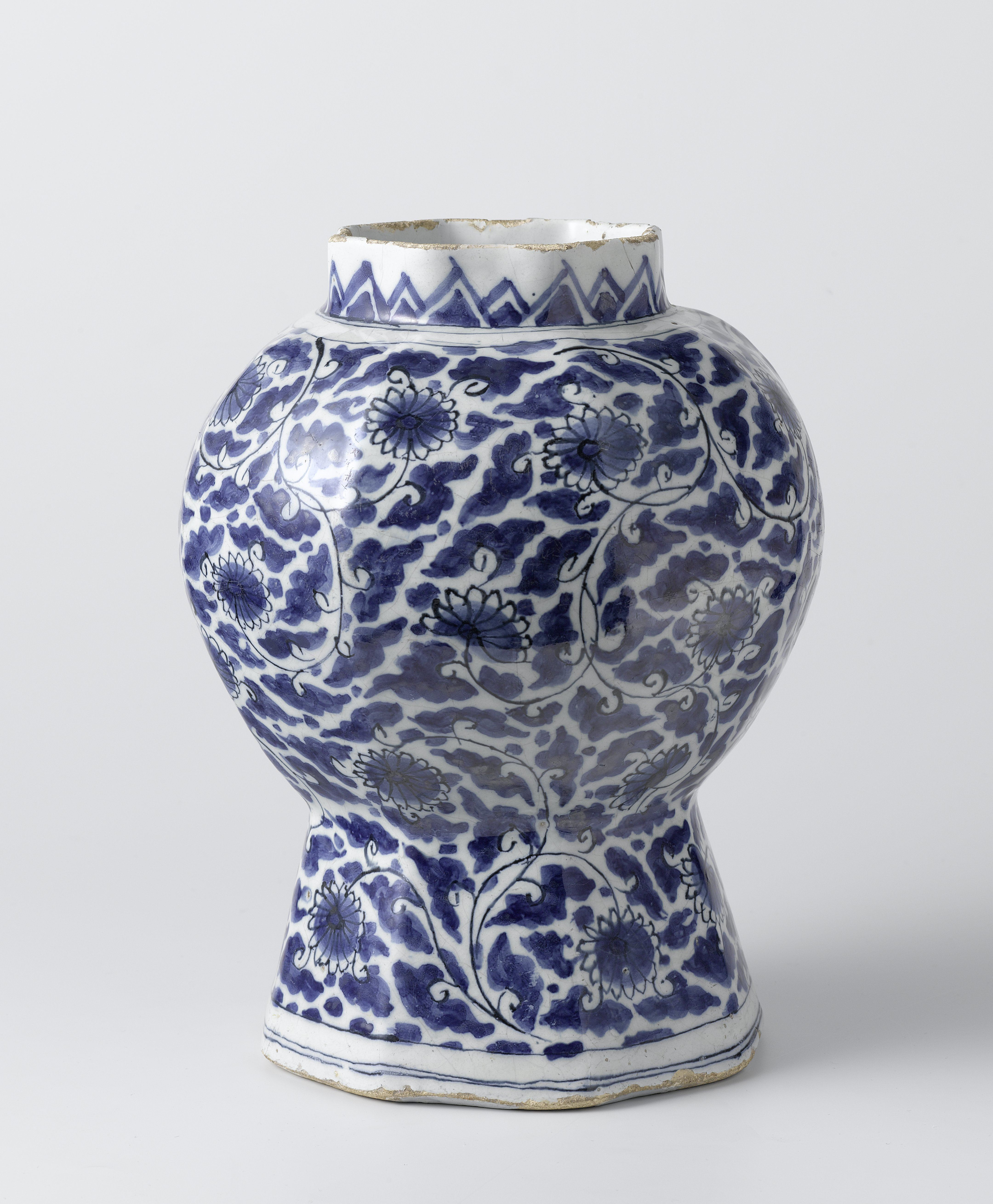
Delfts blauw
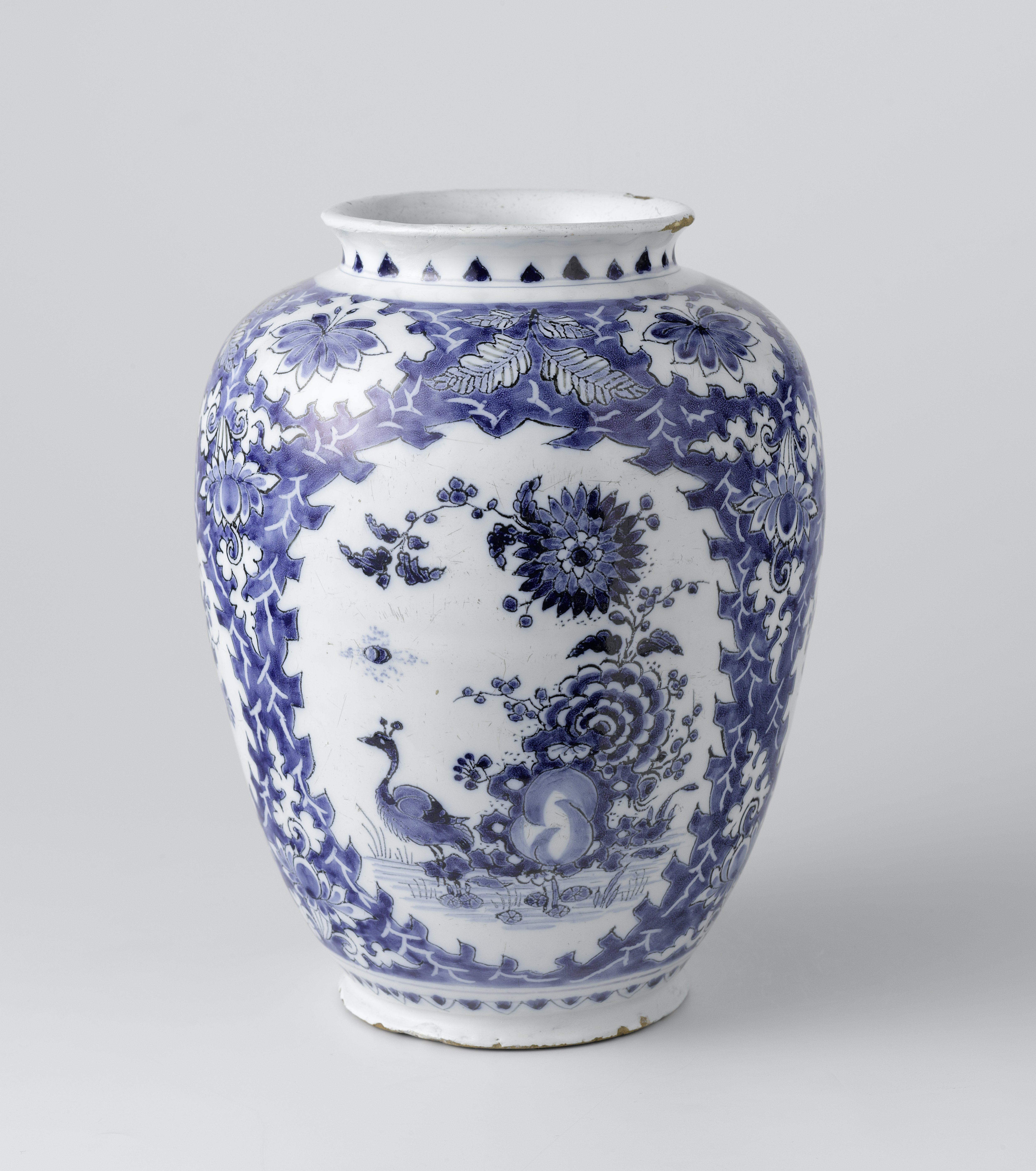
Delfts blauw
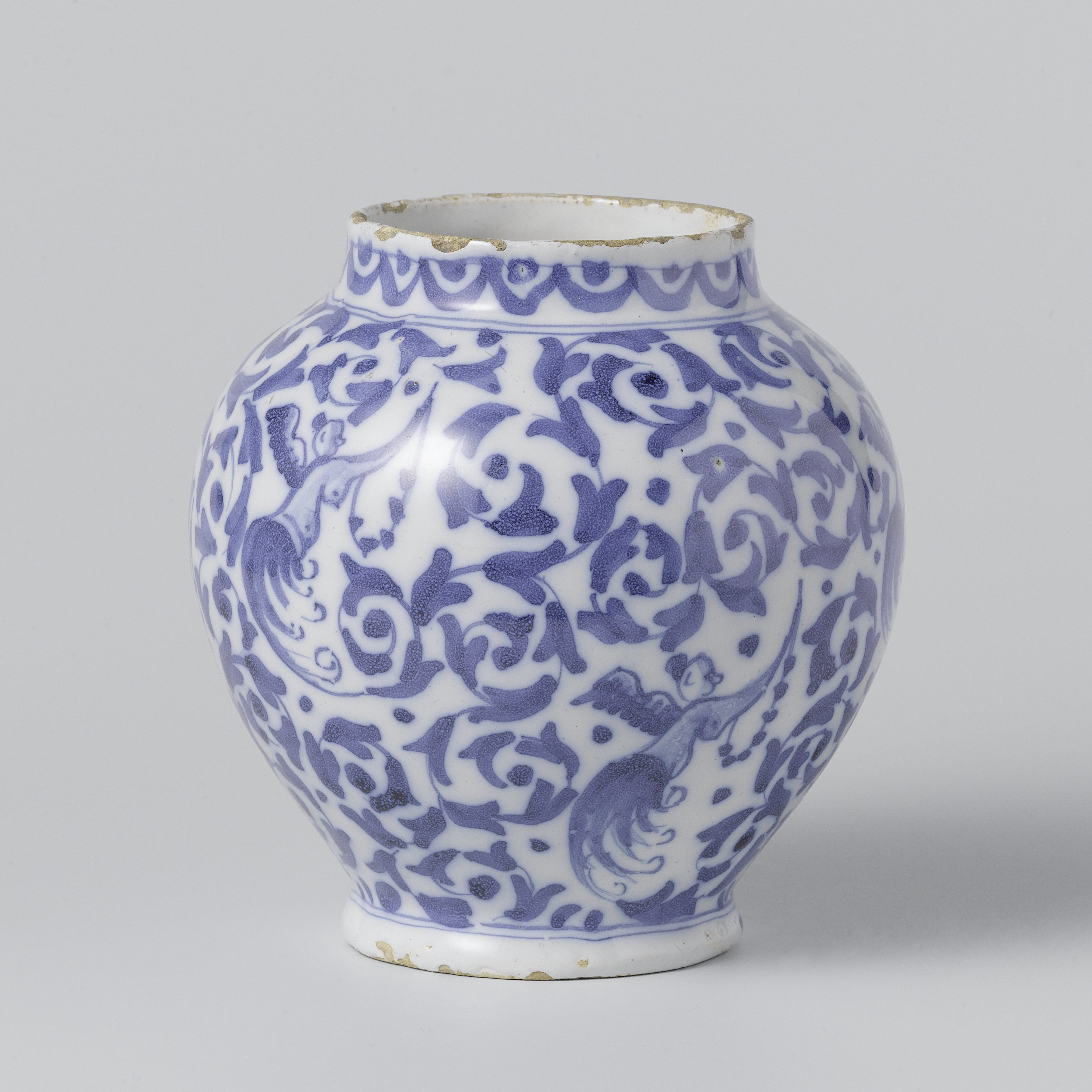
Delfts blauw
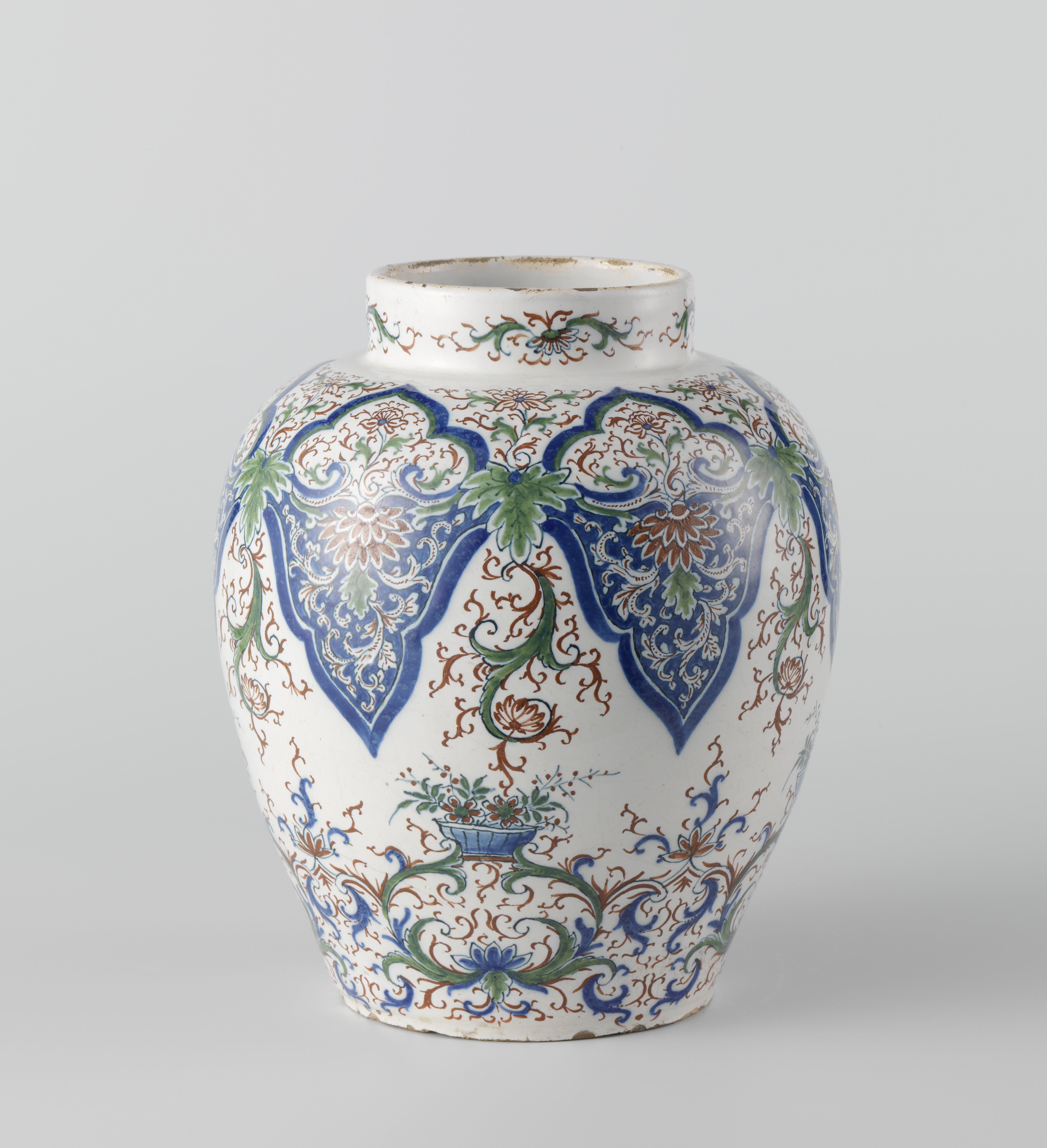
Delft

## Italiaanse majolica  in het Rijksmuseum Amsterdam

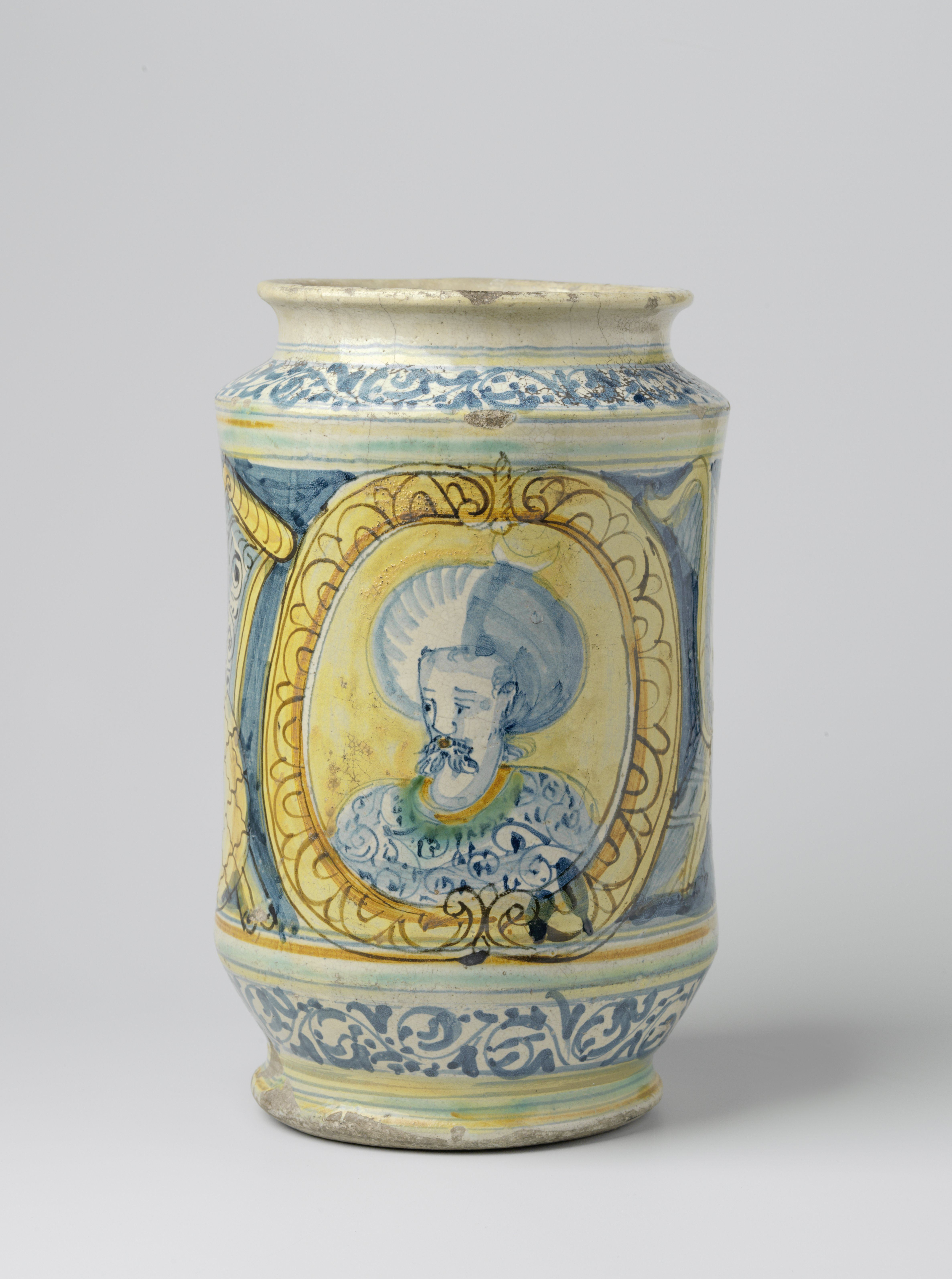
Italiaanse albarello
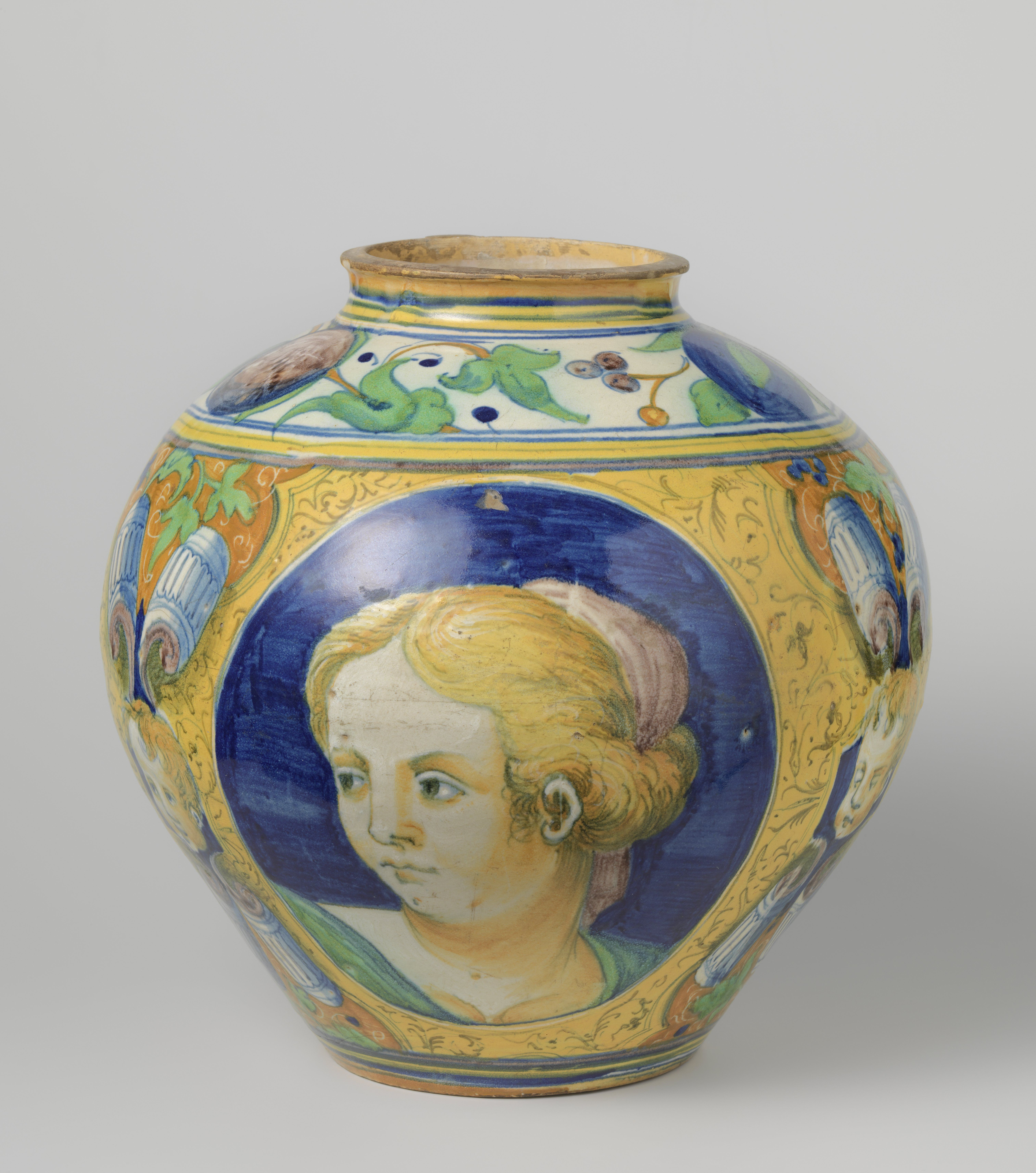
Vaas met portretten
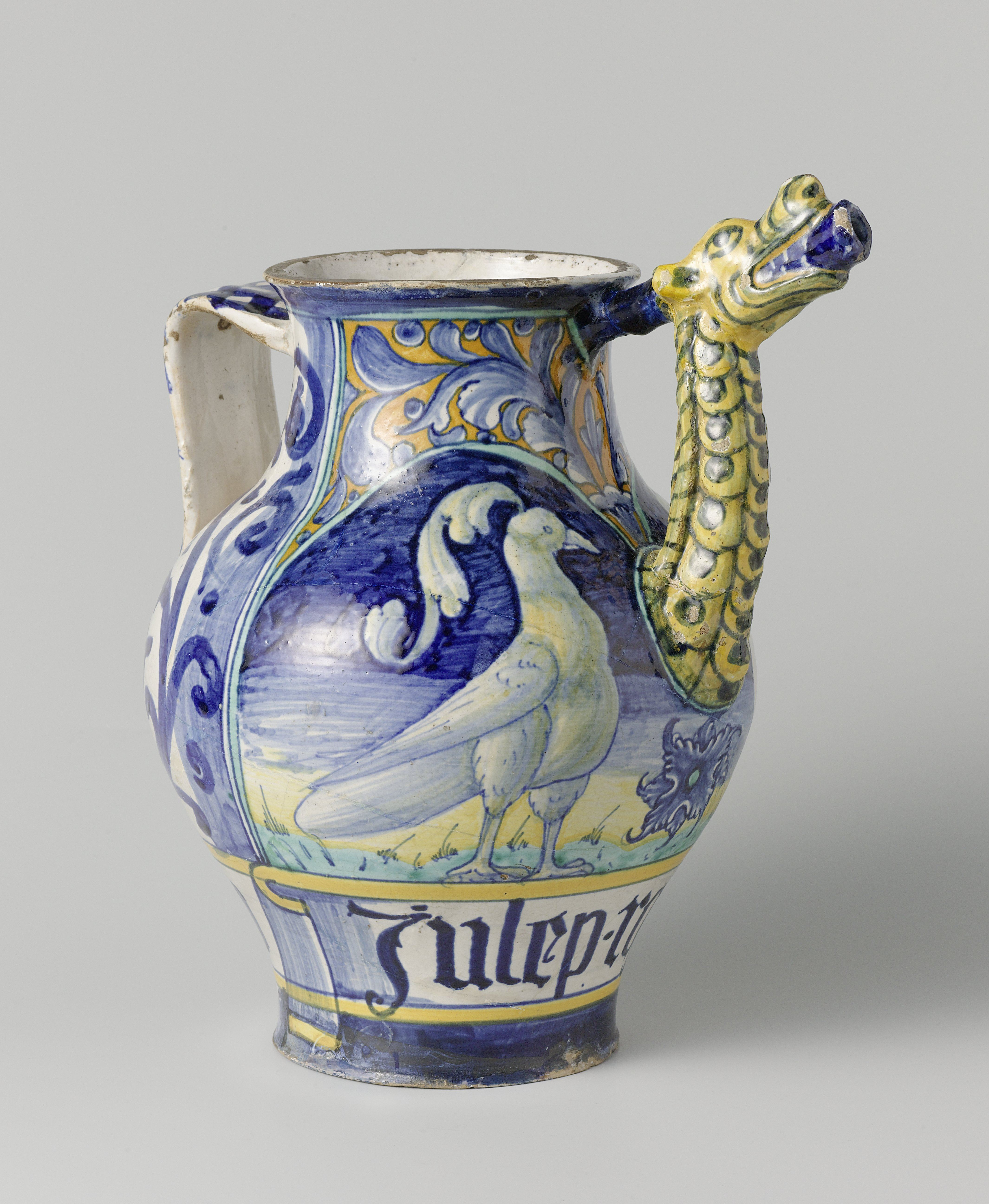
Kan voor een rozenwaterdrank
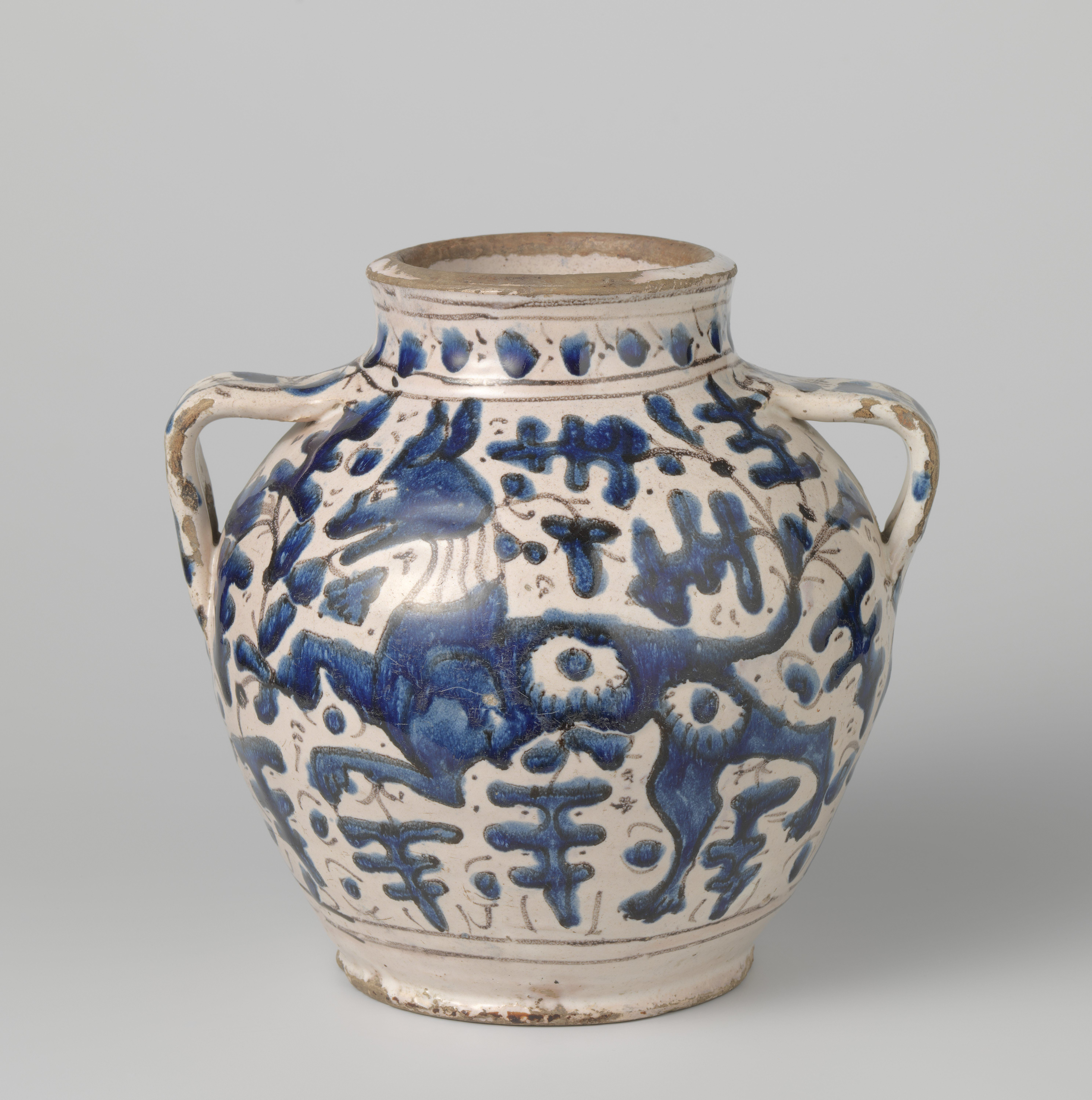
Kan met twee hoekige oren

## Nederlandse majolica  in het Rijksmuseum Amsterdam

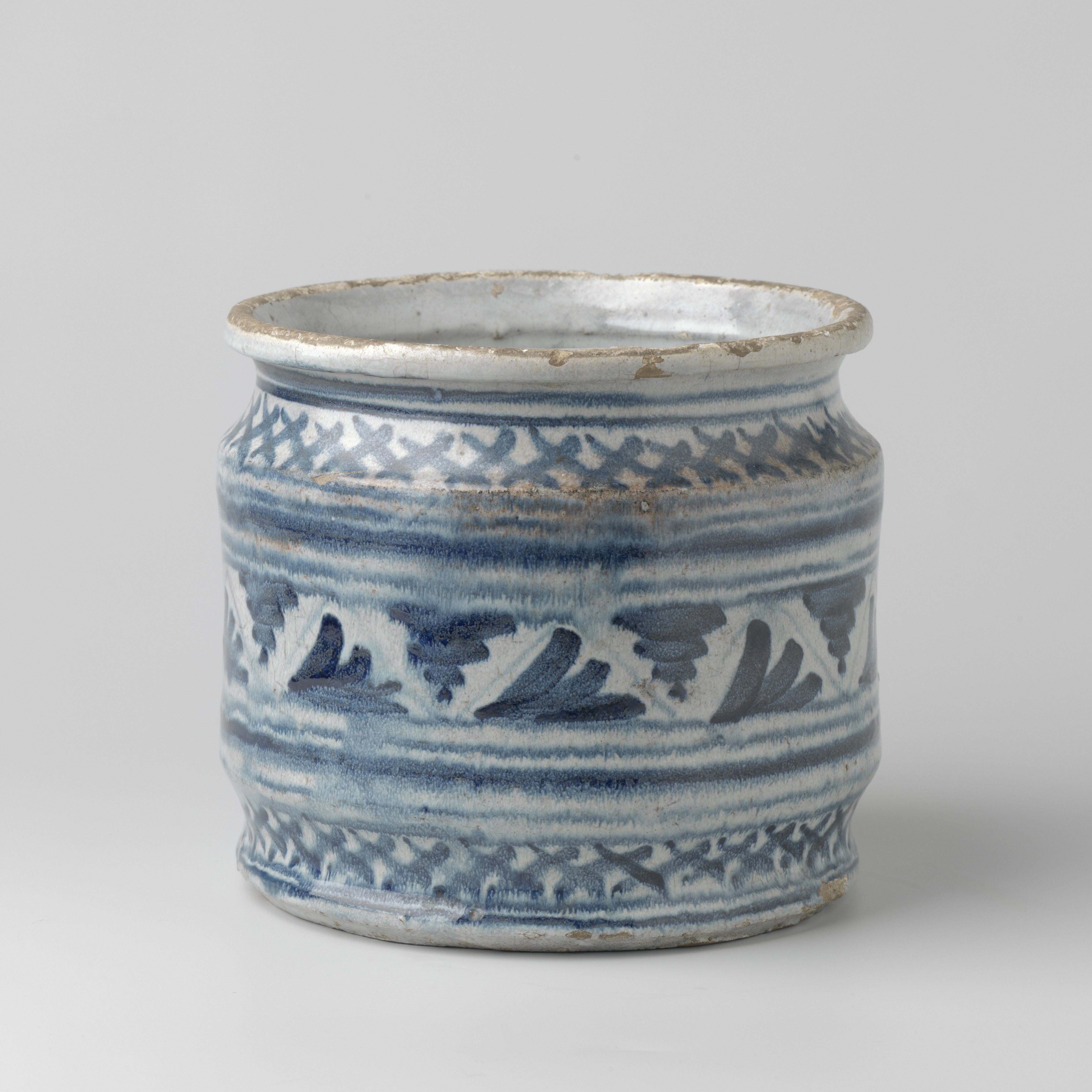
Apothekerspot
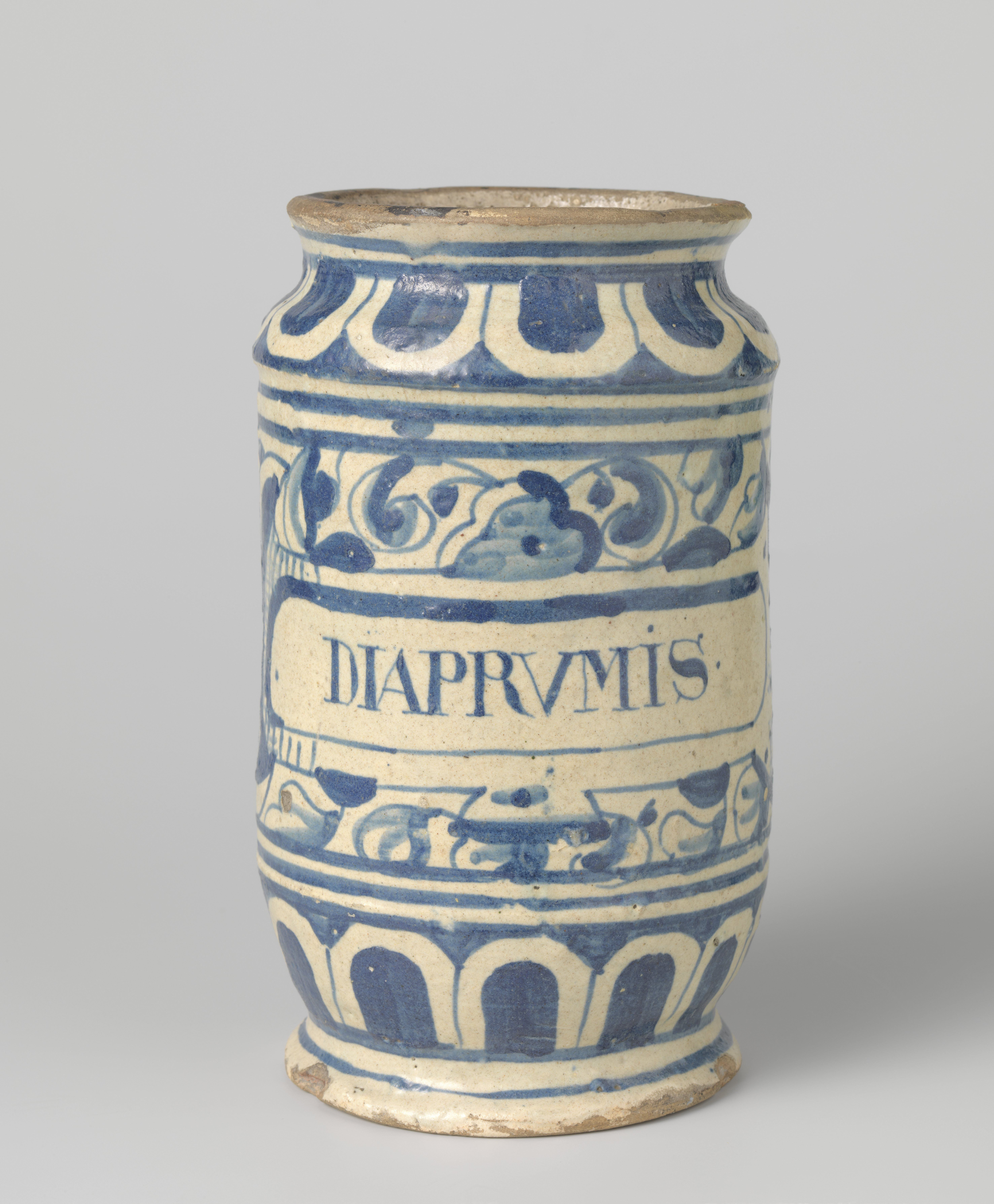
Apothekerspot
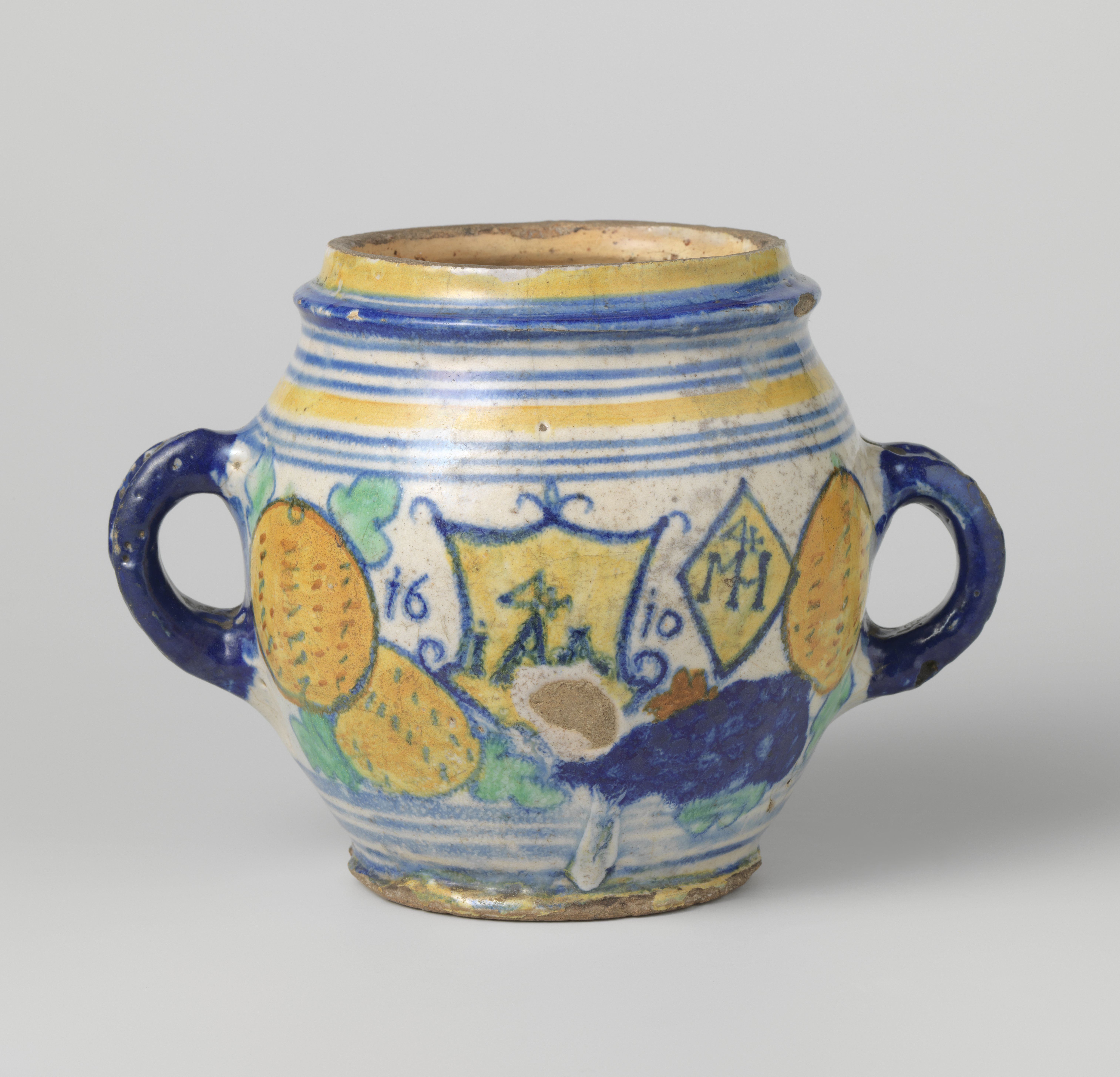
Pot met twee oren
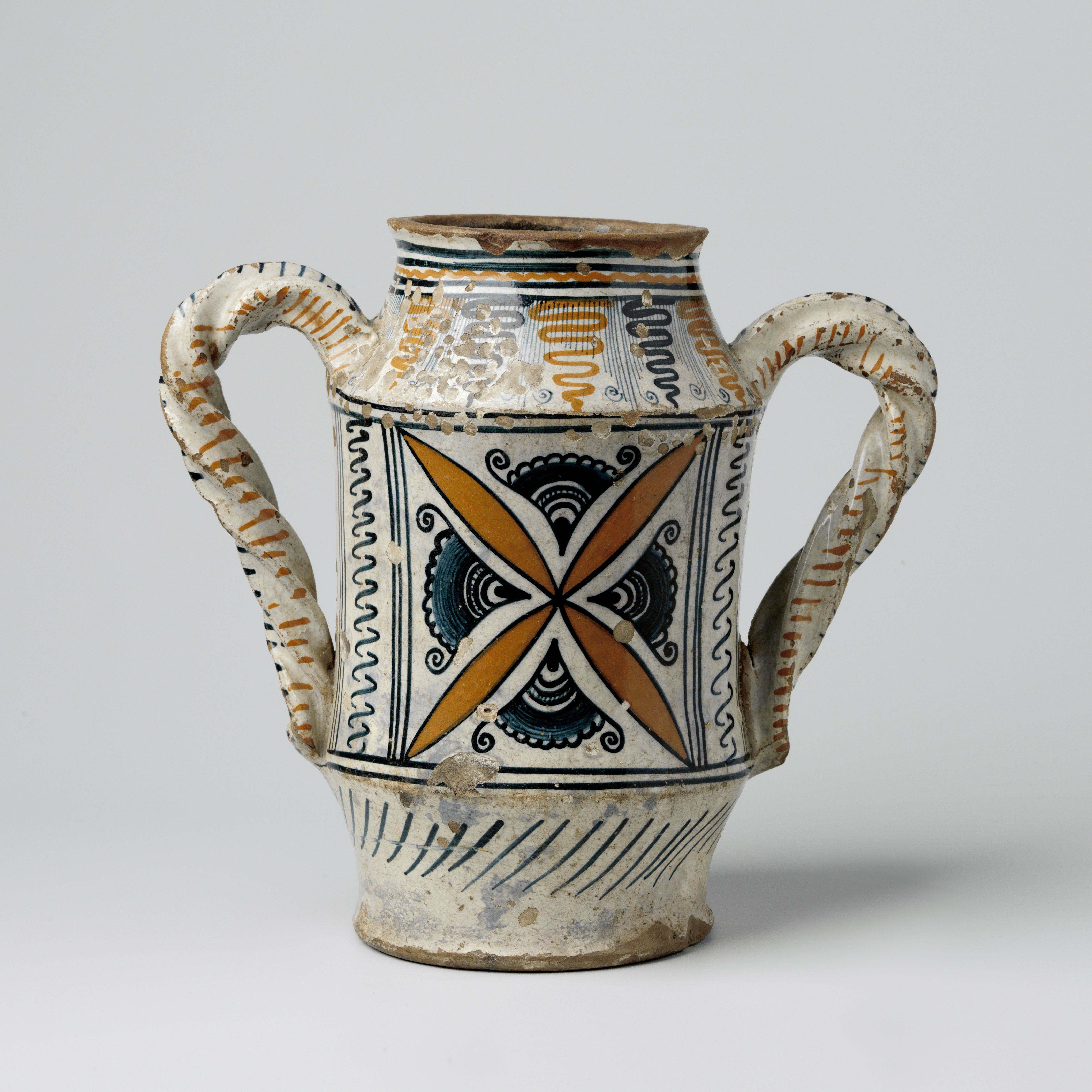
Pot met twee gedraaide oren

## Soorten aardewerken potten
- Bloempot
- Keulse pot
- Kookpot
- Vaas